# Auricularialarve
De auricularialarve is het eerste ontwikkelingsstadium van de larven van zeekomkommers (Holothuroidea). Het stadium is vergelijkbaar met de bipinnaria van de zeesterren. De wetenschappelijke naam is afgeleid van het Latijnse 'auriculum', dat 'oortje' betekent. De larven hebben vaak een sterk gelobd lichaam en lijken totaal niet op de volwassen dieren. In dit stadium zijn de zeekomkommers ongeveer 1 millimeter groot.
Auricularialarven beschikken over rijen trilhaartjes, gerangschikt in één ring rondom het lichaam, waarmee ze zich enigszins kunnen voortbewegen. Bij sommige zeekomkommers voltrekt het auriculariastadium zich volledig in het ei. Er zijn ook soorten waarbij de larven zich in dit stadium in een soort broedkamers van het ouderdier bevinden. Bij veruit het grootste aantal soorten is de auricularialarve echter een vrijzwemmend organisme dat deel uitmaakt van het plankton.
Het stadium na het auriculariastadium wordt het doliolariastadium genoemd.